# Atelopus palmatus
Atelopus palmatus е вид жаба от семейство Крастави жаби (Bufonidae).

## Разпространение
Видът е разпространен в Еквадор.